# Lanius
Lanius is een geslacht van zangvogels uit de familie klauwieren (Laniidae). De wetenschappelijke naam van het geslacht werd in 1758 gepubliceerd door Carl Linnaeus. Het omvat met meer dan 30 soorten het overgrote deel van de klauwierensoorten; het andere geslacht telt maar twee soorten.

## Soorten
- Lanius borealis  – Noordelijke klapekster
- Lanius bucephalus  – Buffelkopklauwier
- Lanius cabanisi  – Cabanis' klapekster
- Lanius collaris  – Zuidelijke gekraagde klauwier
- Lanius collurio  – Grauwe klauwier
- Lanius collurioides  – Birmese klauwier
- Lanius corvinus  – Geelsnavelklauwier
- Lanius cristatus  – Bruine klauwier
- Lanius dorsalis  – Taitaklauwier
- Lanius excubitor  – Klapekster
  - L. e. pallidirostris – Steppeklapekster
- Lanius excubitoroides  – Grijsrugklapekster
- Lanius giganteus – Tibetaanse klapekster
- Lanius gubernator  – Emins klauwier
- Lanius humeralis  – Noordelijke gekraagde klauwier
- Lanius isabellinus  – Daurische klauwier
- Lanius ludovicianus  – Amerikaanse klapekster
- Lanius mackinnoni  – Mackinnons klauwier
- Lanius melanoleucus  – Eksterklauwier
- Lanius meridionalis  – Iberische klapekster
- Lanius minor  – Kleine klapekster
- Lanius newtoni  – Newtons klauwier
- Lanius nubicus  – Maskerklauwier
- Lanius phoenicuroides  – Turkestaanse klauwier
- Lanius schach  – Langstaartklauwier
- Lanius senator  – Roodkopklauwier
- Lanius somalicus  – Somalische klauwier
- Lanius souzae  – Souza's klauwier
- Lanius sphenocercus  – Chinese klapekster
- Lanius tephronotus  – Himalayaklauwier
- Lanius tigrinus  – Tijgerklauwier
- Lanius validirostris  – Filipijnse klauwier
- Lanius vittatus  – Bruinrugklauwier